# Harald Servus
Harald Servus (* 13. Juni 1965 in St. Pölten) ist ein österreichischer Politiker der Österreichischen Volkspartei (ÖVP). Seit dem 24. Oktober 2024 ist er Abgeordneter zum Nationalrat.

## Leben

### Ausbildung und Beruf
Harald Servus besuchte ab 1975 das Piaristengymnasium Krems, wo er 1983 maturierte. Anschließend studierte er Publizistik, Politikwissenschaften, Germanistik und Geschichte an der Universität Wien, das Studium schloss er 1987 mit einer Diplomarbeit zum Thema Die Entstehung der barocken Klosteranlage in Herzogenburg und ihre geschichtlichen Voraussetzungen als Magister der Philosophie ab. 1988/89 absolvierte er den Präsenzdienst.
Ab 1987 hatte er verschiedene Managementpositionen bei den Niederösterreichischen Nachrichten inne, wo er zuletzt stellvertretender Chefredakteur und Ressortleiter Wirtschaft war. 2012 wurde er Direktor des Wirtschaftsbundes Niederösterreich und Mitglied der Landeswahlbehörde des Landes Niederösterreich. Von 2019 bis 2021 war er Mitglied im Verwaltungsrat der Pensionsversicherungsanstalt, 2021 wurde er Mitglied im Verwaltungsrat der Österreichischen Gesundheitskasse.
Er lebt in Herzogenburg, ist verheiratet und Vater von vier Kindern.

### Politik
Seit 2012 gehört er dem ÖVP-Bezirksparteivorstand St. Pölten und dem Landesparteivorstand der ÖVP Niederösterreich an. In der Wirtschaftskammer Niederösterreich wurde er 2012 Mitglied im Ausschuss Wirtschaftspolitik und 2020 Mitglied im Ausschuss Landespolitik sowie Vorsitzender im Sozialpolitischen Ausschuss.
Bei der Nationalratswahl 2024 kandidierte er für die ÖVP hinter Gerhard Karner und Klaudia Tanner auf Platz drei im Landeswahlkreis Niederösterreich. In der konstituierenden Sitzung der XXVIII. Gesetzgebungsperiode am 24. Oktober 2024 wurde er als Abgeordneter zum Nationalrat angelobt. Im ÖVP-Parlamentsklub wurde er im März 2025 Bereichssprecher für den Rechnungshof.